# Edoardo Mascheroni

Edoardo Mascheroni

Edoardo Mascheroni (* 4. September 1852 in Mailand; † 4. März 1941 in Ghirla) war ein italienischer Dirigent und Komponist.

## Leben
Mascheroni schlug zunächst eine schriftstellerische Laufbahn ein und war Mitarbeiter des Musikverlages Ricordi. Daneben nahm er Dirigierunterricht bei Raimondo Boucheron, dem Leiter des Städtischen Orchesters von Mailand. 1880 debütierte er als Operndirigent in Brescia. Von 1884 bis 1885 war er Dirigent am Teatro Argentina in Rom, wo er für das Orchester die Wiener Stimmung einführte, die die Erstaufführung von Beethovens Fidelio leitete. Von 1892 bis 1895 war er Dirigent an der Mailänder Scala. Hier leitete er die Uraufführung von Catalanis La Wally und – auf Wunsch des Komponisten – von Verdis Falstaff, außerdem mehrere Erstaufführungen von Opern Richard Wagners. Als Gastdirigent trat er in Deutschland, Spanien und Südamerika auf. Selbst komponierte Mascheroni zwei Opern: Lorenza (für die Sängerin Gemma Bellincioni) und La Perugina, außerdem Instrumentalwerke und Kirchenmusik.